# Sasagaran
Sasagaran is een bestuurslaag in het regentschap Sukabumi van de provincie West-Java, Indonesië. Sasagaran telt 4817 inwoners (volkstelling 2010).